# Zaraz osiemnastka
Zaraz osiemnastka (fiń. Kohta 18) – fiński dramat filmowy z 2012 roku. Pierwszy film pełnometrażowy reżyserki Maarit Lalli, która wraz ze swoim synem Henrikiem Mäkim-Tanilą, który wystąpił w produkcji jako jeden z głównych aktorów, stworzyła scenariusz do produkcji.

## Fabuła
Zaraz osiemnastka zawiera sześć historii dotyczących pięciu nastoletnich chłopców znajdujących się na granicy dorosłości. Karri, Pete, André, Akseli oraz Joni borykają się z podobnymi problemami, co ich rówieśnicy: obawami i nadziejami odnośnie do przyszłości, rozczarowaniami, a także nieporozumieniami z rodzicami. Henrik Mäki-Tanila wyjawił, że niektóre z opowieści są wzorowane na jego doświadczeniach z okresu nastoletniego, a także na życiu jego przyjaciół.

## Odbiór
Film otrzymał mieszane i dobre recenzje. Części oceniających nie spodobała się gra aktorska głównie niedoświadczonych aktorów, podczas gdy inni docenili Lalli za stworzenie autentycznego i szczerego portretu typowego finlandzkiego nastolatka w 2012 roku.
Harri Närhi z City stwierdził, że odtwórcy ról pokochali swoje postacie, przez co oglądający czują do nich to samo. Tarmo Poussu z Ilta-Sanomat bardziej ostrożnie uznał, że w filmie ukazano prawdopodobne sytuacje z życia, lecz nie udało się ich przedstawić w postaci opowiadań.
3 lutego 2012 roku film Zaraz osiemnastka otrzymał trzy nagrody Jussi: za najlepszy film, dla najlepszego reżysera i za najlepszy scenariusz.

## Wybrana obsada
- Karim Al-Rifai – André
- Arttu Lähteenmäki – Akseli
- Henrik Mäki-Tanila – Karri
- Anton Thompson Coon – Pete
- Ben Thompson Coon – Joni
- Elina Knihtilä – matka Karriego
- Ilari Johansson – ojciec Akselia
- Niina Nurminen – matka Joniego
- Mats Långbacka – ojczym Joniego
- Mari Perankoski – matka André
- Hannu-Pekka Björkman – ojciec Pete'a
- Tarja Heinula – matka Pete'a